# 28559 Anniedai
28559 Anniedai este un asteroid din centura principală de asteroizi.

## Descriere
28559 Anniedai este un asteroid din centura principală de asteroizi. A fost descoperit pe 9 martie 2000 la Socorro, New Mexico, în cadrul proiectului LINEAR. Asteroidul prezintă o orbită caracterizată de o semiaxă mare de 2,46 ua, o excentricitate de 0,12 și o înclinație de 6,1° în raport cu ecliptica.